# Penonomé
Penonomé è una città di Panama, capitale della provincia di Coclé.
La città è stata fondata nel 1581.